# Gimme That
Gimme That is een nummer van de Amerikaanse zanger Chris Brown, in samenwerking met Lil Wayne. Het nummer werd uitgebracht op 10 april 2006 door het platenlabel Zomba. Het nummer behaalde de 23e positie in de Billboard Hot 100 en de 15e positie in de UK Singles Chart.